# 紅龍與金龍
〈紅龍與金龍〉（英語：The Red Dragon and the Gold）是美國HBO奇幻劇情电视剧《龍族前傳》第二季的第四集。該集由聯合開創者萊恩·康達爾編劇，亞倫·泰勒執導，並於2024年7月7日首播。
該集獲得絕大多數的正面評價，一些影評人稱其為該劇最出色的劇集之一。影評人特別稱讚其執導、編劇、視覺效果、戴蒙在赫倫堡的場景、伊蒙德和伊耿的激烈競爭、演員的演出（尤其是夏娃·貝斯、馬特·史密斯和湯姆·格林-卡尼），以及被認為是該集精彩部分的戰鬥鏡頭。

## 劇情

### 赫倫堡
戴蒙·坦格利安親王（馬特·史密斯 飾）夢見年輕的雷妮拉公主（米莉·愛考克 飾）指控自己叛國，他用手中的劍將她斬首。還是個孩子的奧斯卡·徒利爵士（阿奇·巴恩斯（Archie Barnes） 飾）代替年邁而行動不便的爺爺格羅佛·徒利公爵來到赫倫堡會見戴蒙，戴蒙直言希望奧斯卡爵士盡快從他爺爺手中繼承奔流城和河間地。戴蒙遇見亞麗·河文（蓋兒·蘭金 飾），她稱赫倫堡因有幽靈棲息的心樹全被砍掉而鬧鬼，並隨後給戴蒙一杯安眠飲料。戴蒙在會議上召見曾向雷妮拉求婚的威廉·布萊伍德爵士（傑克·帕里-瓊斯（Jack Parry-Jones） 飾）；會議過程中他看到自己第二任妻子蘭娜·瓦列利昂（南娜·波隆戴爾 飾）的疑似鬼魂。

### 暮谷鎮
克里斯頓·科爾爵士（法比恩·法蘭科 飾）斬首拒絕效忠伊耿二世並向他吐口水的岡梭爾·達克林伯爵（史蒂芬·佩西 飾）。克里斯頓爵士命令部隊在白天進攻鴉棲堡，加爾溫·海塔爾爵士（弗雷迪·福克斯 飾）因認為晚上攻城會更好而反對，克里斯頓爵士則以此舉能出其不意為由命令出發。

### 潮頭島
雷妮絲·坦格利安公主（夏娃·貝斯 飾）見到船殼鎮的埃林（阿布巴卡爾·薩利姆 飾）並感謝他曾救科利斯一命，還斷言他一定有一位美麗的母親。科利斯·瓦列利昂伯爵（史提夫·陶森特 飾）到來，雷妮絲向科利斯暗示埃林是他的私生子，科利斯則抱怨她的查究。

### 君臨
歐維爾大學士（庫爾特·埃吉亞萬（Kurt Egyiawan） 飾）為亞莉森·海塔爾太后（奧利薇亞·庫克 飾）製作了一杯墮胎茶，她假裝這是給別人的，但實際上是給自己飲用；亞莉森問歐維爾是否知道已故國王韋賽里斯一世想要誰作為繼承人，他稱自己不知道。亞莉森喝完茶感到不適，拉里斯·史壯伯爵（馬修·尼德姆 飾）到來並看到茶杯，她說自己覺得不舒服是因為吃了太多七鰓鰻派；拉里斯暗示她最近太過放縱了。
伊耿·坦格利安二世國王（湯姆·格林-卡尼 飾）在御前會議上深感不滿，因為他發現伊蒙德·坦格利安王子（伊旺·米切爾 飾）和克里斯頓爵士在沒有自己參與的情況下計劃好戰役，包括圍攻龍石島附近的鴉棲堡而不是赫倫堡；伊蒙德用瓦雷利亞語訓斥伊耿二世，伊耿二世試圖反駁卻受制自己幾乎不懂瓦雷利亞語而深受羞辱。
伊耿二世向母親亞莉森請求建議，但看見兒子不願從先父韋賽里斯一世的生前紀錄中尋求經驗兼深知兒子欠缺才能的亞莉森告訴他什麼都不用做，而是讓他明智的禦前會議成員們採取行動。沮喪而又醉醺醺的伊耿二世決定騎上他的金色公龍“陽炎”；“陽炎”用鼻子蹭一蹭他後帶着他飛向鴉棲堡。

### 龍石島
就在傑卡里斯·瓦列利昂王子（哈利·科利特 飾）準備答應御前會議的意見應該將一條龍派往鴉棲堡時，雷妮拉·坦格利安女王（艾瑪·達西 飾）返回龍石島並同意發動戰爭；雷妮拉報告了她與亞莉森的會面，並且她現在同意自己必須通過戰鬥或死亡來奪取王位。雷妮拉自願馭龍親征，她的兒子傑卡里斯提出應由自己騎乘“沃馬克斯”前往，雷妮拉表示不同意。最終，雷妮絲自願決定前往，指她和她的龍“紅女王”梅麗亞斯都富有戰鬥經驗。當雷妮絲準備出發往戰場時，雷妮拉告訴傑卡里斯有關征服者伊耿的預言。

### 鴉棲堡之戰
克里斯頓爵士的部隊開始對鴉棲堡的圍攻，城堡中的弓箭手不斷放箭回擊。戴著黑色頭飾的雷妮絲騎着“梅麗亞斯”燒死克里斯頓爵士的部隊，但她沒有發現克里斯頓爵士原來藏匿着伊蒙德和他的龍“瓦格哈爾”。伊蒙德突然注意到伊耿二世也騎著「陽炎」到來，並讓他在無人支援的情況下和「梅麗亞斯」激戰。“梅麗亞斯”用利爪重傷“陽炎”後，伊蒙德才騎着“瓦格哈爾”到來並令牠噴火同時燒中“梅麗亞斯”、“陽炎”及分別的騎手雷妮絲和伊耿二世，深受重傷的“陽炎”和伊耿二世隨即重摔在地。受傷較輕的雷妮絲將自己牢固地綁在“梅麗亞斯”身上並攻擊“瓦格哈爾”，“瓦格哈爾”看似倒下了。然而當“梅麗亞斯”在空中繞圈時，實際上豪發無損的“瓦格哈爾”突然站起來並重新起飛並直接咬斷“梅麗亞斯”的頸使牠當場死亡，更讓仍綁在「梅麗亞斯」身上的雷妮絲無法脫離而當場摔死。
克里斯頓爵士從昏迷中醒來並走進樹林，發現伊蒙德拔出了劍；而伊耿二世則一動不動地趴在同樣受重傷的「陽炎」旁邊。

## 製作

### 編劇
〈紅龍與金龍〉由節目統籌兼執行製作人萊恩·康達爾編劇，是他繼〈龍的繼承者〉、〈浪蕩王子〉、〈繼伊耿之名〉、〈黑色女王〉和本季首播集〈以子償子〉之後為《龍之家族》編劇的第六集。

### 拍攝

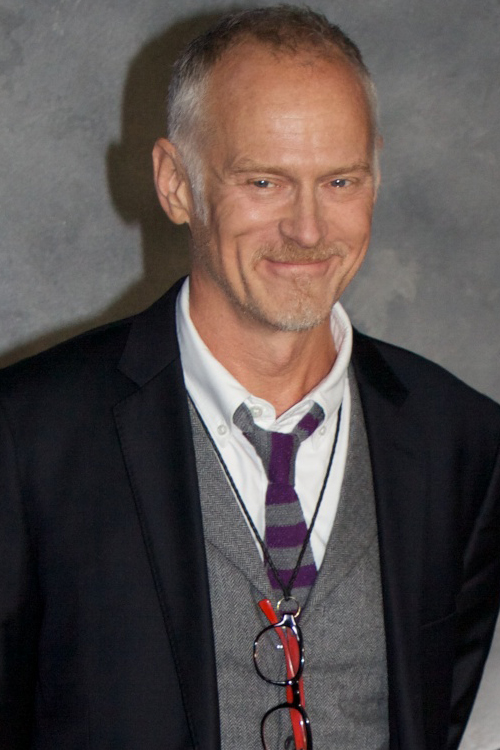
〈紅龍與金龍〉是亞倫·泰勒在《龍之家族》的第二部，也是在《權力遊戲》系列的第九部導演作品。

該集由亞倫·泰勒執導，是他繼〈以子償子〉之後為《龍之家族》執導的第二集，是他在《權力遊戲》系列中第九次擔任導演，亦是他與康達爾繼〈以子償子〉之後在該劇的第二次合作。

### 演員
米莉·愛考克繼上一集之後再次客串飾演年輕的雷妮拉·坦格利安（Young Rhaenyra Targaryen）。南娜·波隆戴爾也短暫露面，再次飾演戴蒙的第二任妻子蘭娜·瓦列利昂（Laena Velaryon）。

## 迴響

### 評價
該集獲得絕大多數的正面評價，一些影評人稱其為該劇最出色的劇集之一，也是本季至今為止最出色的劇集。根据評論匯總网站爛番茄汇总的12篇评论文章，100%的评论家给予该作正面评价，平均打分为9.50分（满分10分）。
《Den of Geek》的亞歷克·博哈拉德（Alec Bojalad）和《TV Fanatic》的海莉·惠特米爾·懷特（Haley Whitmire White）給該集滿分五顆星的評價。博哈拉德表示：“令人印象深刻的是，這使得本已很強大的第三集在背景上變得更加出色。”懷特則將其描述為“我們長久以來在電視上看到的最壯觀、視覺效果最令人驚嘆的表演之一”。《Screen Rant》的詹姆斯·亨特（James Hunt）給該集四顆半星的評價（滿分五顆星）並稱讚其是“一部非常棒的作品，讓人想起《權力遊戲》最壯觀的時刻”。《禿鷲博客》的阿曼達·懷汀（Amanda Whiting）和《每日电讯报》的本吉·威爾遜（Benji Wilson）也給該集四顆星的評價（滿分五顆星）。
《IGN》的海倫·奧哈拉給該集滿分10分的“傑作”評價，她寫道：“該集開場緩慢但逐漸升溫，並以一場壯觀的戰鬥結束，這場戰鬥可以與《權力遊戲》中最激動人心的時刻相提並論，並超越《龍之家族》至今為止的任何內容。”《漫画书资源网》的凱蒂·多爾（Katie Doll）和《Collider》的卡莉·萊恩（Carly Lane）都給該集9分（滿分10分）的評價。多爾指出：“該集通過使情節在每個場景中擺脫停滯狀態，最終改變了《龍之家族》第二季的進程。”《影音俱樂部》的凱莉·德雷（Kayleigh Dray）給該集評分為“A”並稱其為“壯麗”的一集。《福布斯》的埃里克·凱恩（Erik Kain）將該集描述為“即將偉大的第二季的又一精彩劇集”。《君子》的喬許·羅森伯格（Josh Rosenberg）認為這是《權力遊戲》系列輝煌歲月的回歸。
影評人認為“鴉棲堡之戰”是該集的最精彩部分。《Den of Geek》的博哈拉德特別寫道：“王領鴉棲堡上空的空戰既令人驚嘆又可怕，因為由此產生的結果也是可預測的－兩條龍喪生，至少有一名馭龍者死亡，無數的武裝士兵要麼被巨獸的步履碾碎，要麼就被牠們的火焰氣息蒸發。”《Screen Rant》的亨特稱讚該戰爭鏡頭將史詩般的規模與強大的角色基礎融為一體。《IGN》的奧哈拉稱其為“最激動人心的史詩奇幻作品”。《漫畫書資源網》的多爾表示該戰爭鏡頭“超出了人們的預期”，她還認為這是電視史上最偉大的戰鬥場面之一，並稱該集是該劇至今為止最美麗的作品。
影評人稱讚該集的其他方面包括其視覺效果、特技以及演員的演出，特別是讚揚貝斯、史密斯、格林-卡尼、米切爾和蘭金。艾麗卡·岡薩雷斯（Erica Gonzales）在《Elle》中指出，正如貝斯在談到雷妮絲時說道：“她站出來犧牲自己，因為我認為她非常清楚這是一個神風特攻隊任務。在此刻，我認為有一個不言而喻但非常重要的接受榮譽的時刻。實際上這非常有武士的感覺。這是兩位女性之間的榮譽，但至今為止這種榮譽一直非常複雜。”狄龍的攝影、賈瓦迪的配樂、康達爾的編劇以及泰勒的執導也受到讚揚，海倫·奧哈拉特別稱讚泰勒在政治陰謀和全面戰爭之間轉換的技巧，戴蒙在赫倫堡的場景以及伊蒙德與伊耿的之間激烈競爭。

## 外部連結
- 互联网电影数据库上紅龍與金龍的资料（英文）

- 《紅龍與金龍》（页面存档备份，存于）在HBO
- 爛番茄上《紅龍與金龍》的資料（英文）